# Rennes Métropole
Ne doit pas être confondu avec Rennes.
Rennes Métropole est une métropole française, située dans le département d'Ille-et-Vilaine et la région Bretagne.
Depuis le 1er janvier 2015, la métropole a pris la suite de la communauté d'agglomération, en vertu de la loi de modernisation de l'action publique territoriale et d'affirmation des métropoles dite loi MAPTAM.
La métropole est membre du pôle métropolitain Loire-Bretagne.

## Histoire

### Rennes District: la première structure intercommunale
1. Rennes
2. Acigné
3. Betton
4. Brécé
5. Bruz
6. Cesson-Sévigné
7. Chantepie
8. Chartres-de-Bretagne
9. Châtillon-sur-Seiche
10. Chavagne
11. Cintré
12. L'Hermitage
13. La Chapelle-des-Fougeretz
14. La Chapelle-Thouarault
15. Le Rheu
16. Montgermont
17. Mordelles
18. Noyal-sur-Seiche
19. Noyal-sur-Vilaine
20. Pacé
21. Saint-Erblon
22. Saint-Gilles
23. Saint-Grégoire
24. Saint-Jacques-de-la-Lande
25. Thorigné-sur-Vilaine
26. Vern-sur-Seiche
27. Vezin-le-Coquet

Carte du District à sa création en 1970 :

À la fin des années 1960, Henri Fréville propose de créer une structure intercommunale afin de mieux répondre au développement de Rennes sous la forme d'une communauté urbaine, mais les communes redoutent de perdre leur autonomie avec ce projet jugé trop ambitieux. Le préfet propose de former un district,.
Le district urbain de l'agglomération rennaise ou Rennes District voit le jour le 9 juillet 1970,.
L'équilibre de la structure avec seulement 40 % des délégués revenant à la municipalité de Rennes, et 60 % aux autres communes (pour une répartition démographique plutôt inverse) permet d'emporter l'adhésion de celles-ci pour la création de Rennes District.
Le District compte alors 27 communes, dont dix intégrées d'office, ce qui provoque longtemps des tensions à chaque nouvelle prise de compétence.
En 1982, Thorigné-sur-Vilaine devient Thorigné-Fouillard après intégration du village de Fouillard à la commune.
En 1986, le District passe de 27 à 28 communes avec la création de Pont-Péan par scission de Saint-Erblon.
En 1989, le district est composé de 28 communes, peuplées de plus du tiers des habitants du département. Il fonctionne avec sept commissions de travail et un budget de 83 millions de francs (1988), dont 21,5 d'investissement, les points saillants étant la nouvelle caserne des pompiers (81,2 % des charges), Rennes Atalante, la préservation des espaces naturels. Le district se dote de sa première fiscalité propre, préfigurant la taxe professionnelle unifiée en 1992.
En 1993, le district diffuse un document de 26 pages intitulé Projet pour l'agglomération rennaise tiré à cent-soixante mille exemplaires. Il est alors formé de 31 communes et son conseil d'administration réunit 84 élus. Son personnel est composé d'environ cinquante employés auxquels il faut ajouter 246 pompiers professionnels et presque autant de volontaires. Son budget est de 485 millions de francs, dont 231 d'investissement (155 pour les transports dont il a la charge depuis 1992, 36 millions pour la recherche et l'enseignement supérieur, etc.). Cette année verra la mise en place de la taxe professionnelle communautaire collectée auprès des entreprises avec un étalement au niveau communal prévu sur huit ans.
Plusieurs communes intègrent le district au cours des années 1990, qui passe de 28 à 33 communes :
- 1992 : Le Verger
- 1993 : Gévezé, Clayes et Parthenay-de-Bretagne. Dans le même temps, Noyal-sur-Seiche et Châtillon-sur-Seiche fusionnent pour former Noyal-Châtillon-sur-Seiche[5].
- 1994 : Chevaigné et Saint-Sulpice-la-Forêt

### Du district à la communauté d'agglomération
En 2000, le district urbain est transformé en une communauté d'agglomération et prends le nom de Rennes Métropole. Elle prend en charge des compétences nouvelles : équipements culturels et sportifs, voiries et parcs de stationnement d'intérêt communautaire et perd sa compétence concernant les secours et incendies qui sont transférés au niveau départemental. 
Toujours en 2000, trois nouvelles communes entrent dans la Communauté : Corps-Nuds, Orgères et Saint-Armel. En 2001, Rennes Métropole prend en charge la collecte des déchets ménagers, la collecte sélective et les déchèteries.
Le 15 mars 2002, inauguration de la ligne A du métro de Rennes.
En 2004, les communes de Bourgbarré et Nouvoitou rejoingnent à leur tour la communauté d'agglomération. À l'inverse en 2005, la commune de Noyal-sur-Vilaine la quitte, contre l'avis de Rennes Métropole.
L'année 2006 voit la mise en place de la carte de transport KorriGo et, en mars de la même année, l' inauguration des Champs Libres.
En 2007, Rennes Métropole inaugure son nouvel hôtel d'agglomération.
Le 1er juillet 2012, la commune de Laillé rejoint la communauté d'agglomération.
Le 1er janvier 2014, les communes de Bécherel, La Chapelle-Chaussée, Langan, Miniac-sous-Bécherel et Romillé intègrent Rennes Métropole à la suite de la dissolution de la Communauté de communes du Pays de Bécherel.

### La transformation en métropole
Le 1er janvier 2015, la métropole (établissement public de coopération intercommunale à fiscalité propre créé par la loi de réforme des collectivités territoriales de 2010 et dont le statut est remanié par la loi de modernisation de l'action publique territoriale et d'affirmation des métropoles de 2014) succède à la communauté d'agglomération. Ainsi, Rennes Métropole prend en charge des compétences issues des communes, des départements, de la région et de l'État (plan local d'urbanisme, développement économique, logement, infrastructures et équipements).
Le 20 septembre 2022, inauguration de la ligne B du métro de Rennes.

## Territoire communautaire

### Géographie
Située dans le centre  du département d'Ille-et-Vilaine, l'intercommunalité Rennes Métropole regroupe 43 communes et s'étend sur 705 km2.

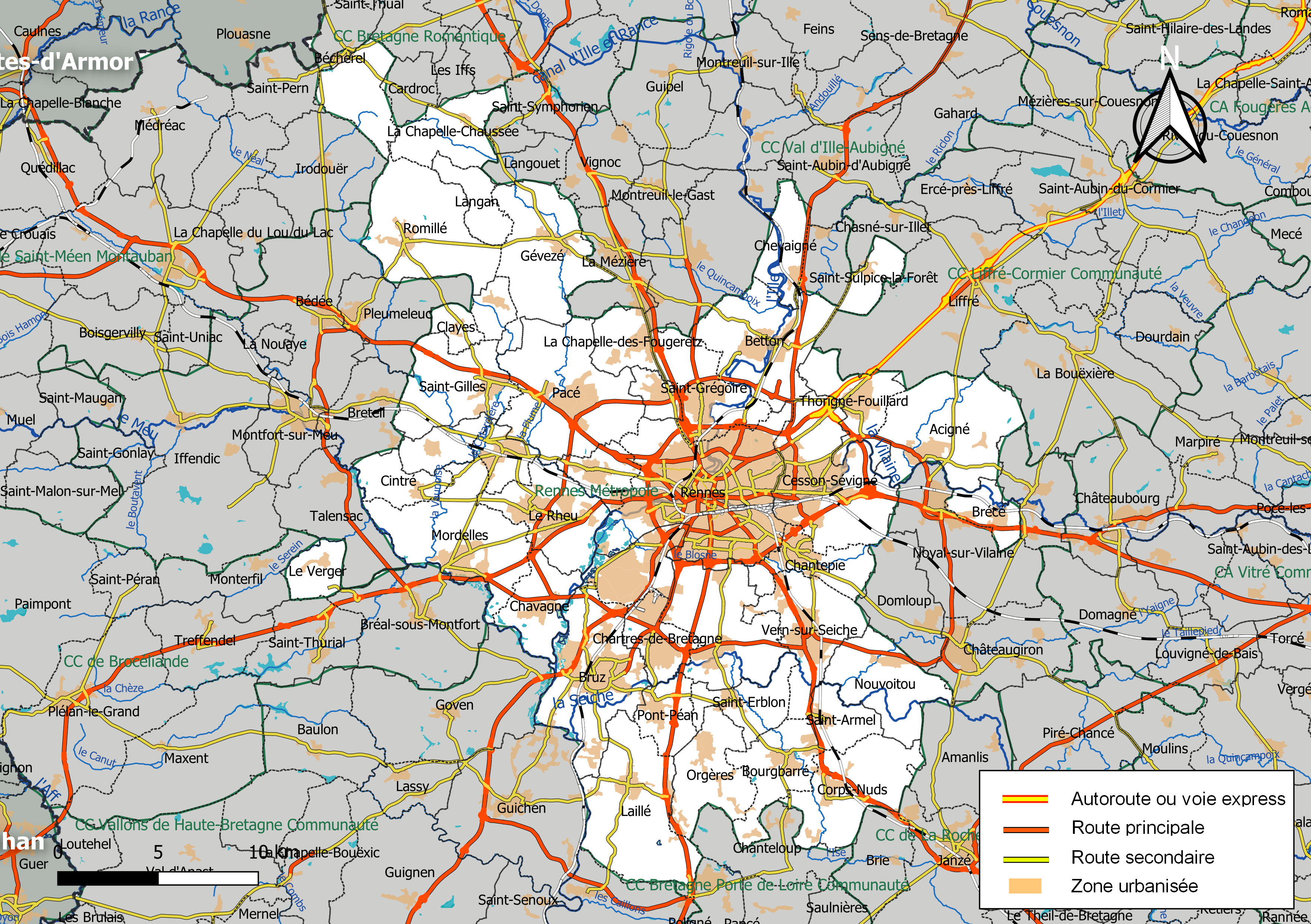
Carte de l'intercommunalité Rennes Métropole au 1er janvier 2019.

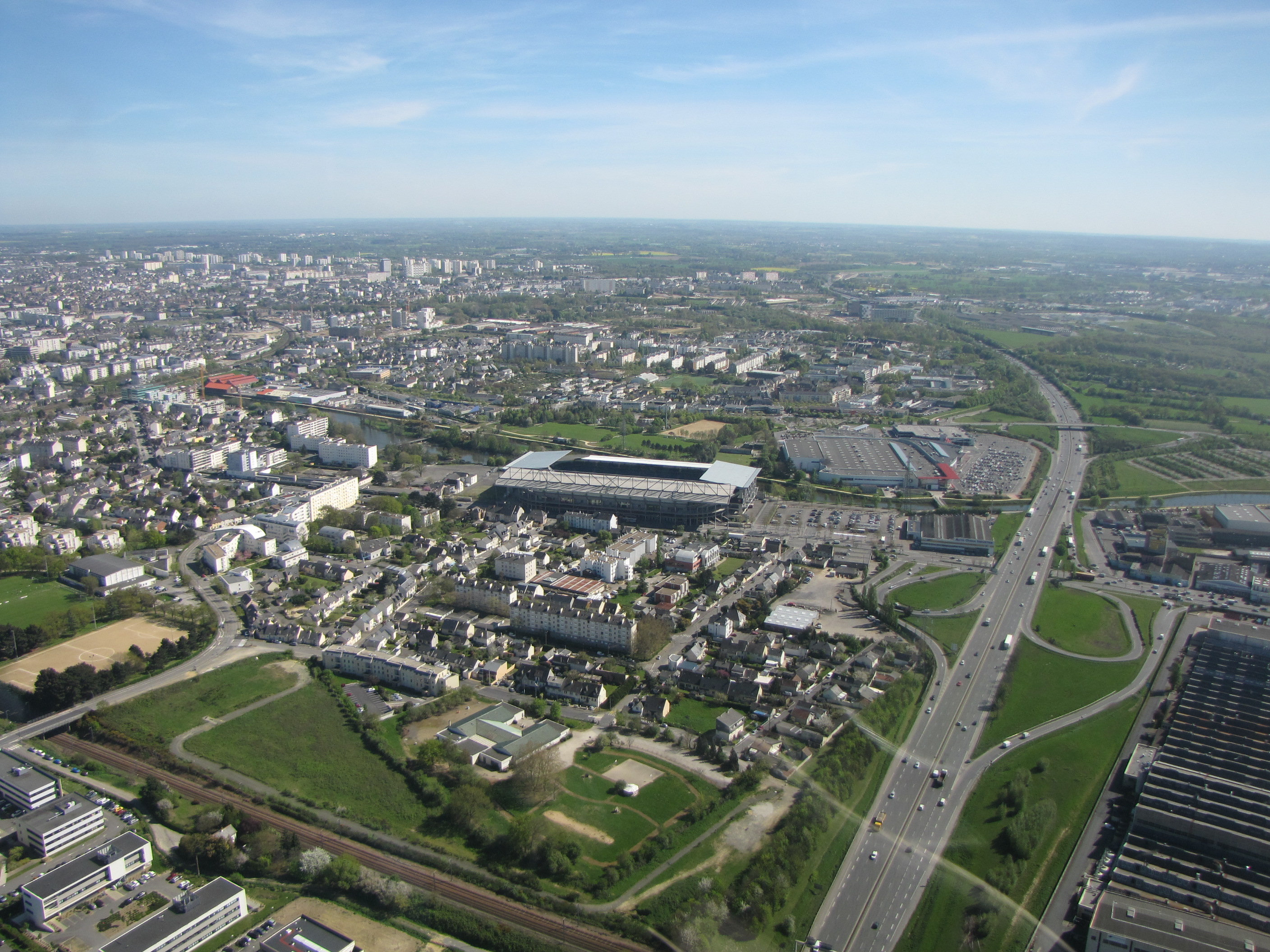
Vue aérienne du territoire métropolitain
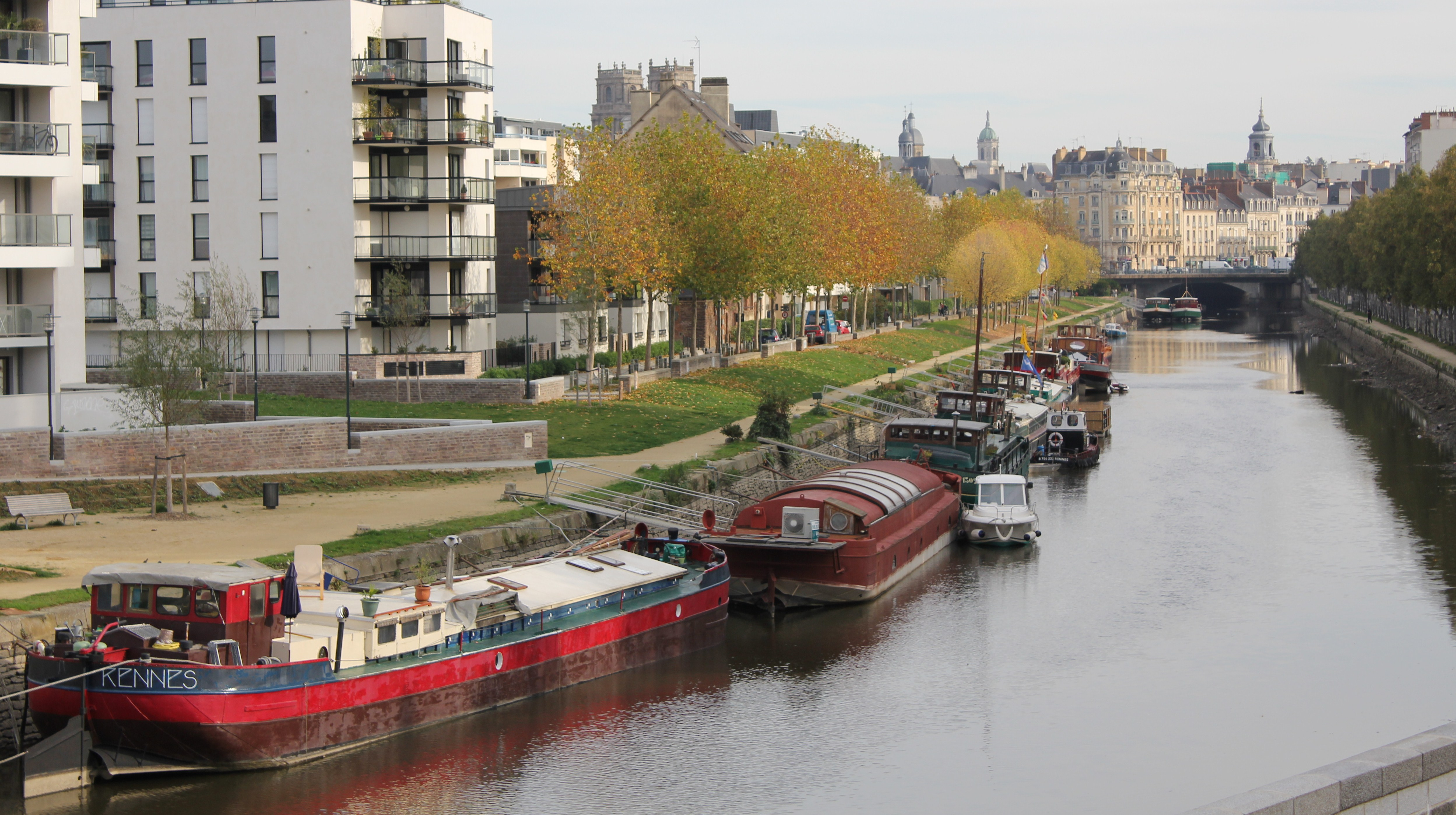
Rennes
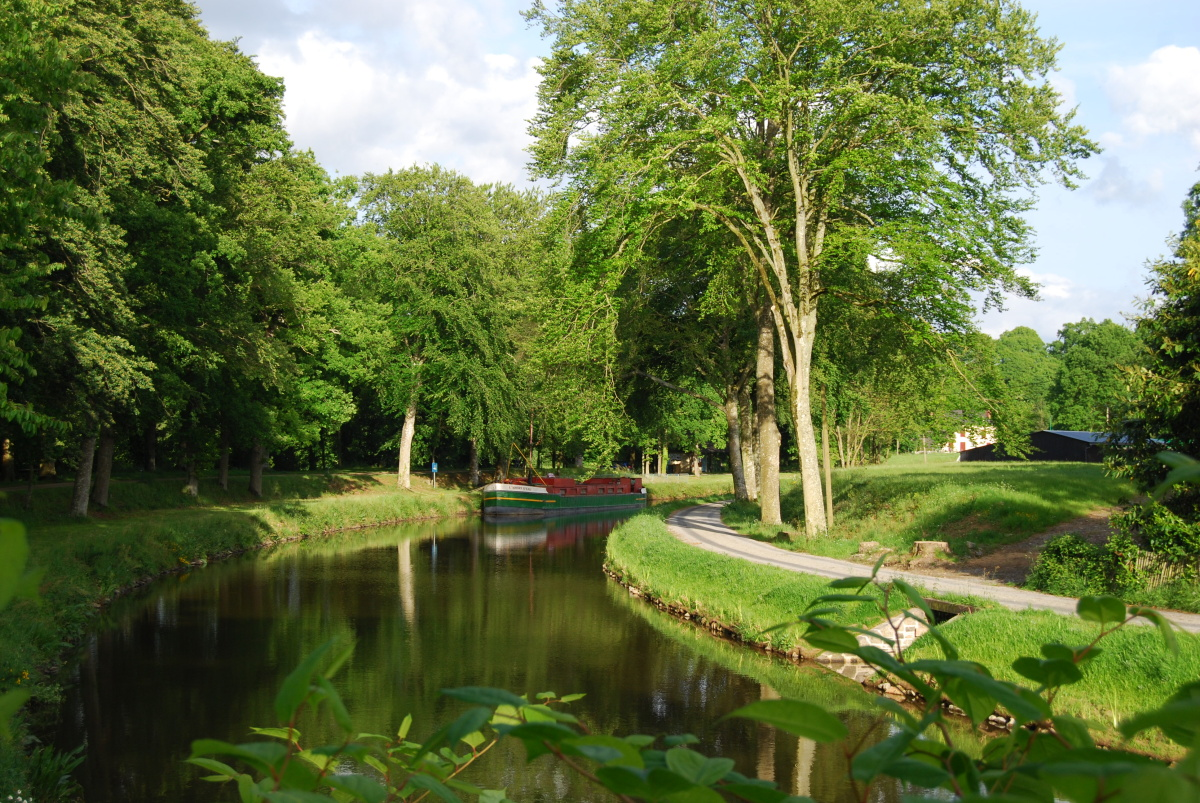
Canal d'Ille-et-Rance à Chevaigné
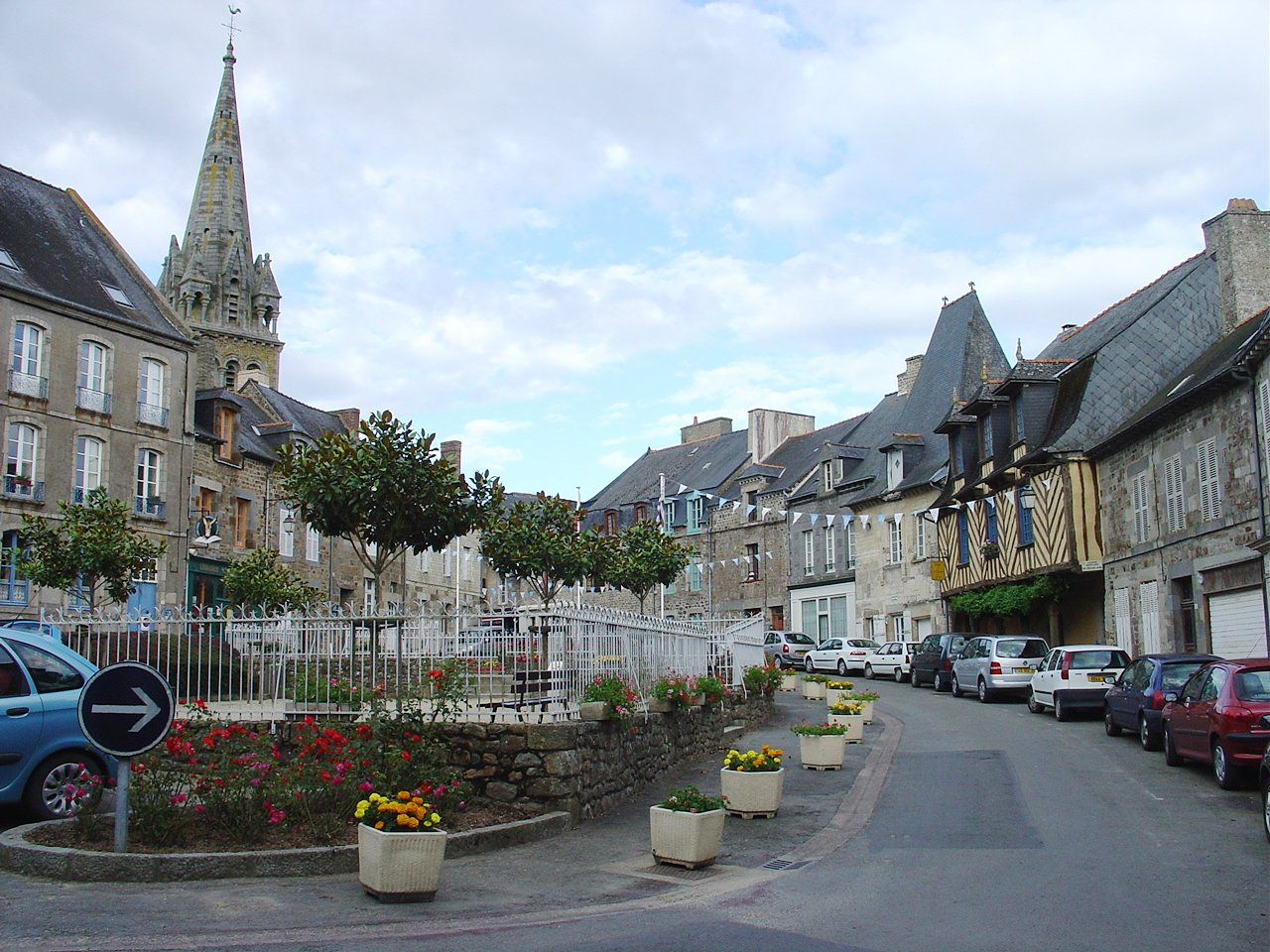
Bécherel
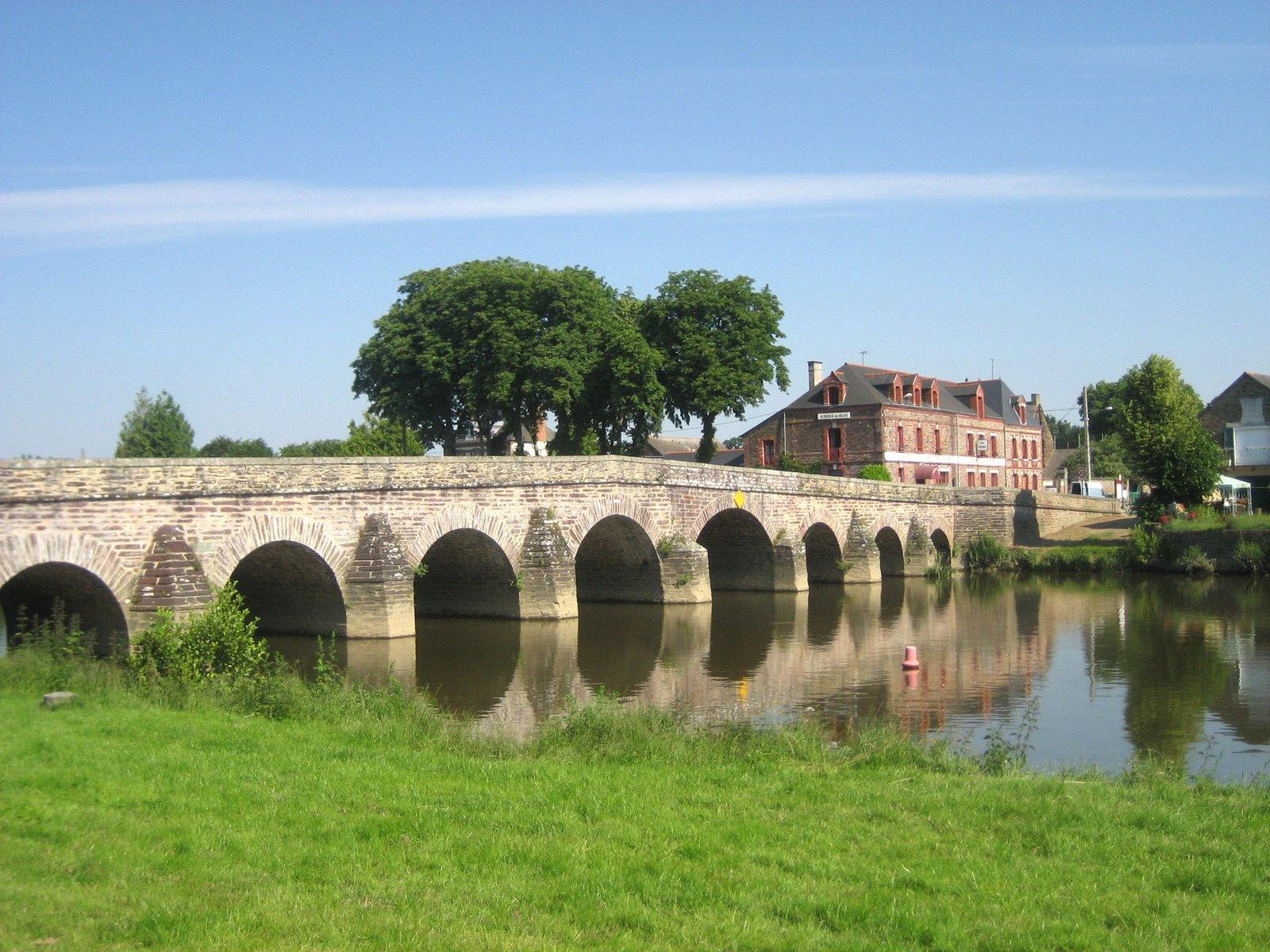
La Vilaine à Pont-Réan (côté Guichen, on peut voir en face Pont-Réan côté Bruz)
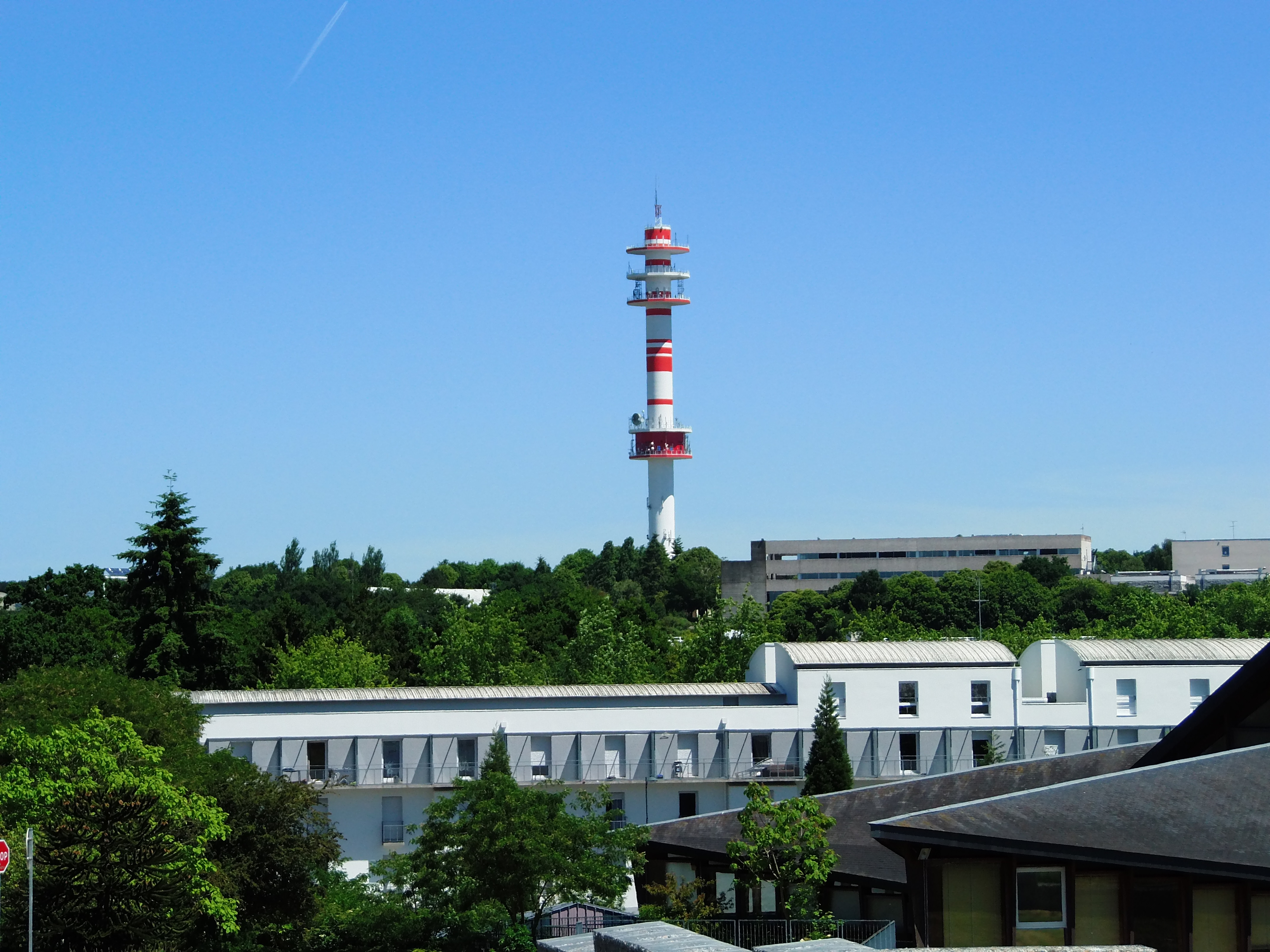
Rennes Atalante à Cesson-Sévigné

### Composition

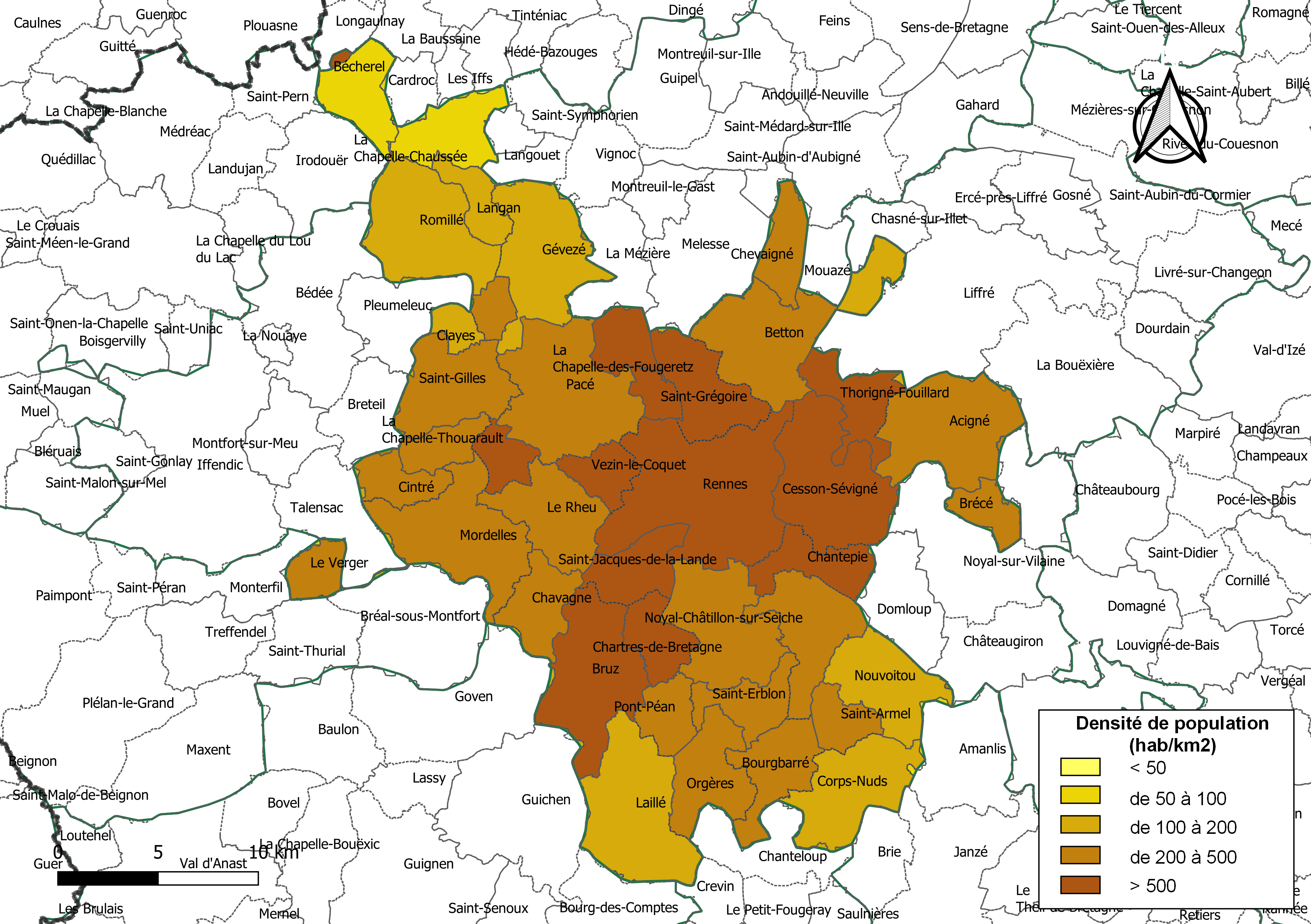
Carte des densités de population (millésimée 2016) des communes de l'intercommunalité Rennes Métropole. Composition en communes au 1er janvier 2019.

La métropole est composée des 43 communes suivantes :

| Nom                        | Code Insee | Gentilé             | Superficie (km2) | Population (dernière pop. légale) | Densité (hab./km2) |
| -------------------------- | ---------- | ------------------- | ---------------- | --------------------------------- | ------------------ |
| Rennes (siège)             | 35238      | Rennais             | 50,39            | 227 830 (2022)                    | 4 521              |
| Acigné                     | 35001      | Acignolais          | 29,55            | 6 911 (2022)                      | 234                |
| Bécherel                   | 35022      | Bécherellais        | 0,57             | 685 (2022)                        | 1 202              |
| Betton                     | 35024      | Bettonnais          | 26,73            | 12 775 (2022)                     | 478                |
| Bourgbarré                 | 35032      | Bourgbarréens       | 14,2             | 4 692 (2022)                      | 330                |
| Brécé                      | 35039      | Brécéens            | 7,16             | 2 185 (2022)                      | 305                |
| Bruz                       | 35047      | Bruzois             | 29,95            | 19 667 (2022)                     | 657                |
| Cesson-Sévigné             | 35051      | Cessonnais          | 32,14            | 18 076 (2022)                     | 562                |
| Chantepie                  | 35055      | Cantepiens          | 11,98            | 10 378 (2022)                     | 866                |
| La Chapelle-Chaussée       | 35058      | Chapellois          | 14,76            | 1 299 (2022)                      | 88                 |
| La Chapelle-des-Fougeretz  | 35059      | Chapellois          | 8,71             | 4 603 (2022)                      | 528                |
| La Chapelle-Thouarault     | 35065      | Castel-Thouaraulins | 7,64             | 2 266 (2022)                      | 297                |
| Chartres-de-Bretagne       | 35066      | Chartrains          | 9,95             | 8 678 (2022)                      | 872                |
| Chavagne                   | 35076      | Chavagnais          | 12,44            | 4 562 (2022)                      | 367                |
| Chevaigné                  | 35079      | Chevaignéens        | 10,33            | 2 396 (2022)                      | 232                |
| Cintré                     | 35080      | Cintréens           | 8,32             | 2 614 (2022)                      | 314                |
| Clayes                     | 35081      | Clayens             | 4,28             | 941 (2022)                        | 220                |
| Corps-Nuds                 | 35088      | Cornusiens          | 22,56            | 3 555 (2022)                      | 158                |
| Gévezé                     | 35120      | Gévezéens           | 27,54            | 5 987 (2022)                      | 217                |
| L'Hermitage                | 35131      | Hermitageois        | 6,83             | 4 683 (2022)                      | 686                |
| Laillé                     | 35139      | Lailléens           | 32,04            | 5 154 (2022)                      | 161                |
| Langan                     | 35144      | Langanais           | 7,8              | 1 090 (2022)                      | 140                |
| Miniac-sous-Bécherel       | 35180      | Miniacois           | 13,55            | 788 (2022)                        | 58                 |
| Montgermont                | 35189      | Montgermontais      | 4,67             | 3 777 (2022)                      | 809                |
| Mordelles                  | 35196      | Mordelais           | 29,76            | 7 831 (2022)                      | 263                |
| Nouvoitou                  | 35204      | Nouvoitouciens      | 18,94            | 3 732 (2022)                      | 197                |
| Noyal-Châtillon-sur-Seiche | 35206      | Castelnaudais       | 26,51            | 7 995 (2022)                      | 302                |
| Orgères                    | 35208      | Orgérois            | 16,33            | 5 602 (2022)                      | 343                |
| Pacé                       | 35210      | Pacéens             | 34,94            | 11 815 (2022)                     | 338                |
| Parthenay-de-Bretagne      | 35216      | Parthenaisiens      | 4,8              | 1 802 (2022)                      | 375                |
| Pont-Péan                  | 35363      | Pont-Péannais       | 8,76             | 4 289 (2022)                      | 490                |
| Le Rheu                    | 35240      | Rheusois            | 18,89            | 9 823 (2022)                      | 520                |
| Romillé                    | 35245      | Romilléens          | 28,67            | 4 154 (2022)                      | 145                |
| Saint-Armel                | 35250      | Armelois            | 7,75             | 2 344 (2022)                      | 302                |
| Saint-Erblon               | 35266      | Saint-Erblonnais    | 10,93            | 3 615 (2022)                      | 331                |
| Saint-Gilles               | 35275      | Saint-Gillois       | 20,72            | 5 489 (2022)                      | 265                |
| Saint-Grégoire             | 35278      | Grégoriens          | 17,3             | 9 992 (2022)                      | 578                |
| Saint-Jacques-de-la-Lande  | 35281      | Jacquolandins       | 11,83            | 13 593 (2022)                     | 1 149              |
| Saint-Sulpice-la-Forêt     | 35315      | Sulpiciens          | 6,72             | 1 557 (2022)                      | 232                |
| Thorigné-Fouillard         | 35334      | Thoréfolléens       | 13,58            | 8 631 (2022)                      | 636                |
| Le Verger                  | 35351      | Vergéens            | 6,96             | 1 404 (2022)                      | 202                |
| Vern-sur-Seiche            | 35352      | Vernois             | 19,7             | 8 272 (2022)                      | 420                |
| Vezin-le-Coquet            | 35353      | Vezinois            | 7,86             | 6 441 (2022)                      | 819                |

### Démographie
| 1968    | 1975    | 1982    | 1990    | 1999    | 2006    | 2011    | 2016    | 2022    |
| ------- | ------- | ------- | ------- | ------- | ------- | ------- | ------- | ------- |
| 243 257 | 284 058 | 306 622 | 334 531 | 373 833 | 396 933 | 413 953 | 443 192 | 473 973 |

### Enjeux du territoire

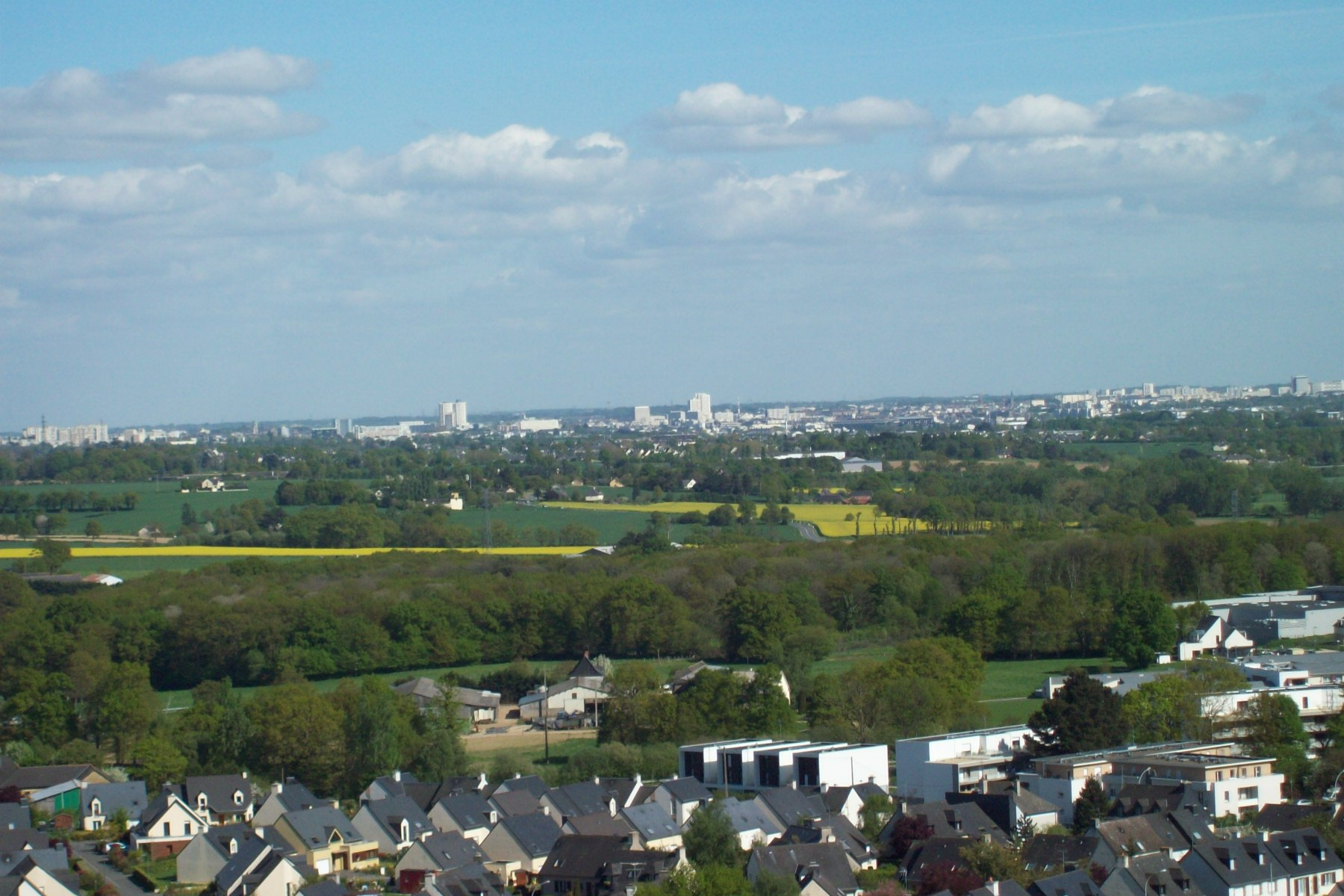
Ceinture verte entre Rennes et L'Hermitage

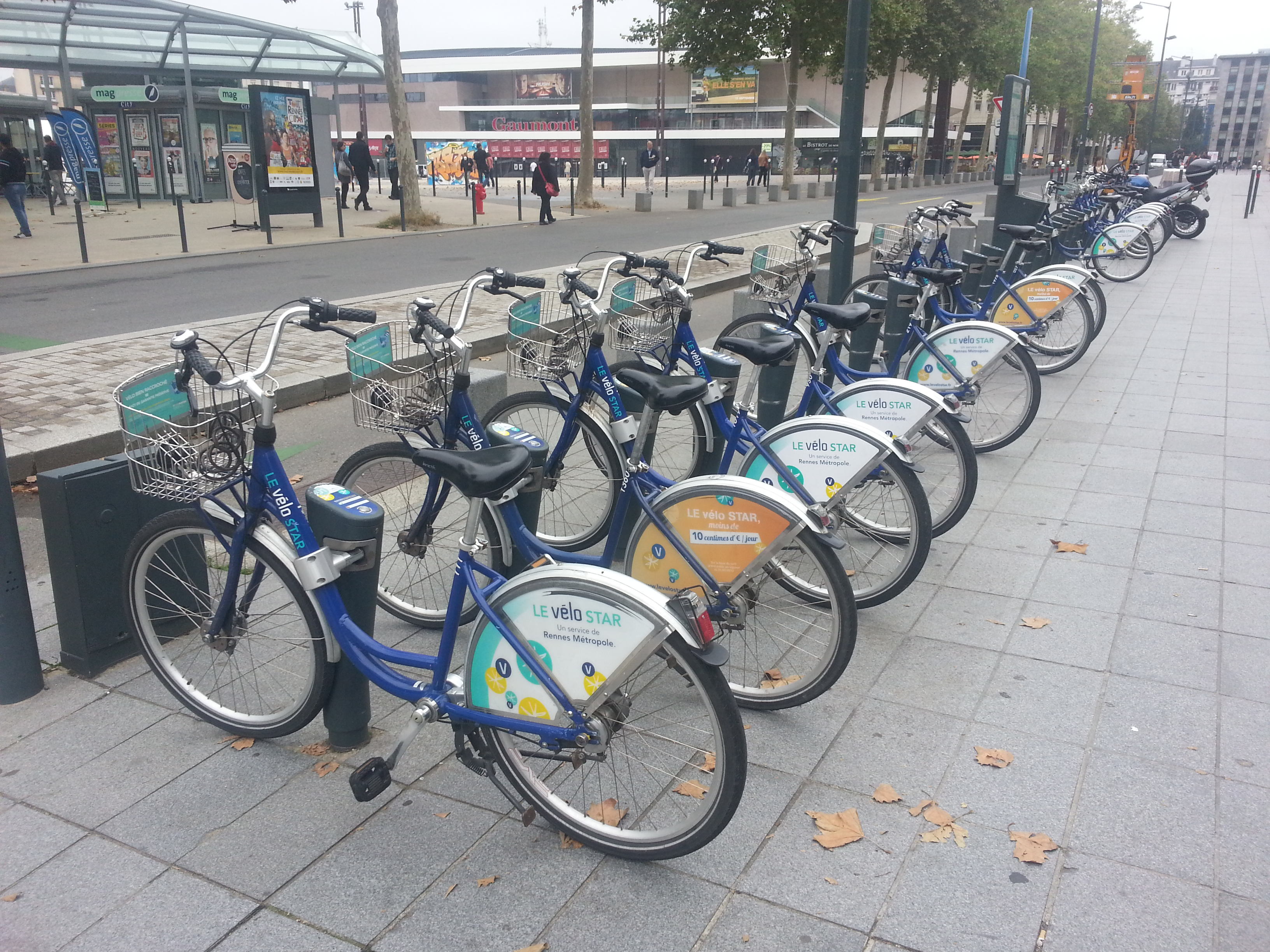
STAR, le vélo

- Protection des espaces agricoles et naturels.

L'agriculture est forte dans le territoire rennais, notamment la production laitière. Cet enjeu est traduit dans le SCOT par le concept de "ville archipel" : la ville est considérée comme une île entourée d'un océan de nature et de zones agricoles (ceinture verte) qu'il faut préserver. L'urbanisation linéaire qui conduirait à l'union de deux centre-ville par leurs ramifications est exclue, au profit d'une densification urbaine et de projets de requalification.
- Mixité sociale.
- Amélioration des déplacements.

Rennes a été pionnière sur la question de l'écomobilité, avec la création d'un métro ainsi que les premières bornes à vélo 10 ans avant le vélib' parisien. Aujourd'hui la métropole privilégie un développement urbain le long des lignes du métro, avec des extensions de celles-ci.
- Protection des paysages et diversité architecturale.

La métropole se distingue par les nombreux projets de logements réalisés en ZAC et avec la participation d'architectes. Maryvonne Rigourd et Isabelle Hiault ont ainsi reçu le prix de l'architecture Bretagne 2008 pour une opération de 14 logements en bois à Vern-sur-Seiche.
- Constructions écologiques.

Le premier logement collectif HQE (haute qualité environnementale) français a été réalisé à Mordelles. De nombreuses expérimentations sont réalisées dans plusieurs communes vers des logements ayant une empreinte écologique plus faible, dans les matériaux utilisés comme dans la durée de vie.
- Développement économique (agroalimentaire, commerce, numérique, infrastructures comme la Cité internationale).
- Développement culturel et touristique (équipements comme les Champs Libres ou le centre des congrès au couvent des jacobins).

## Administration

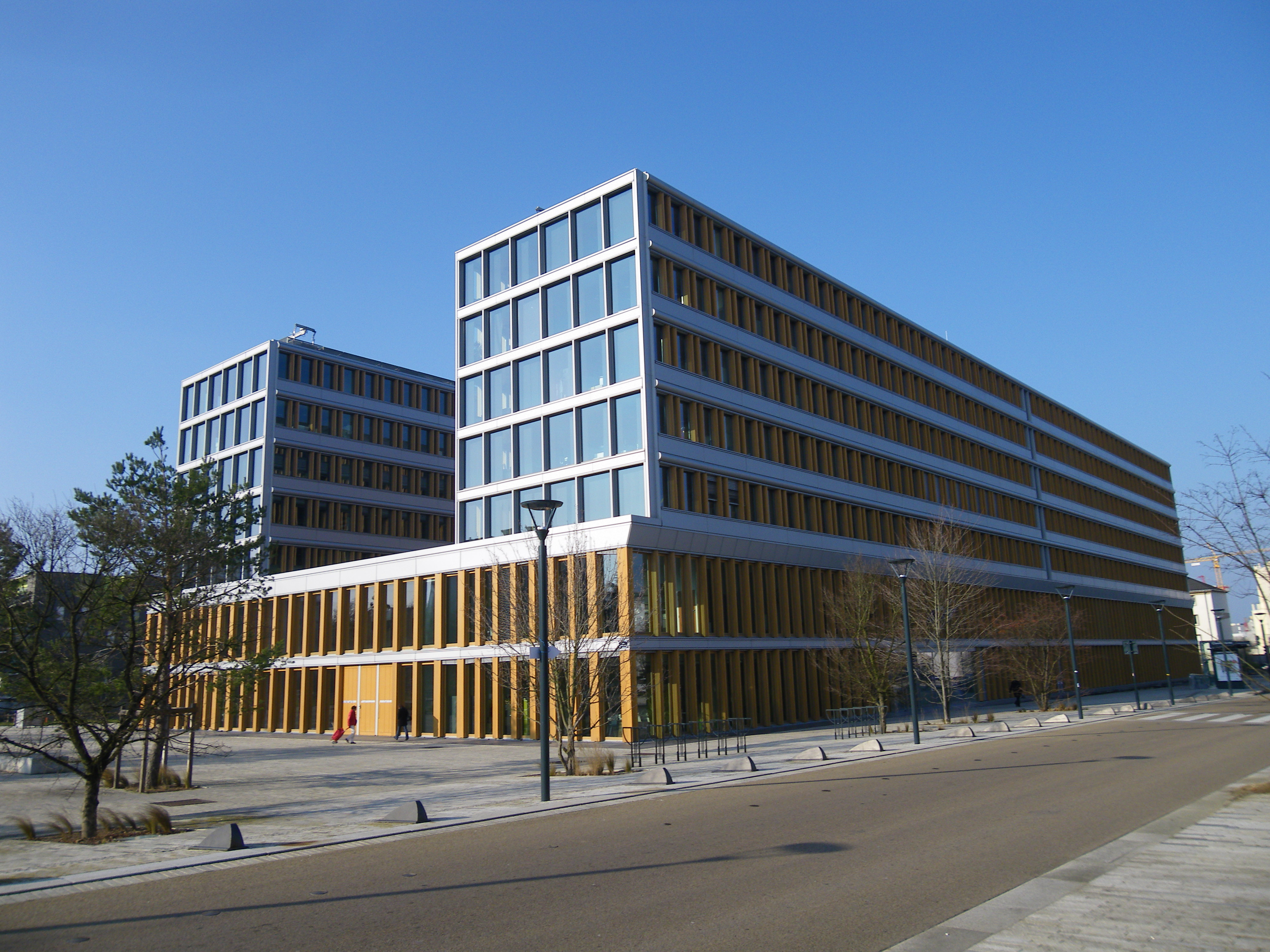
Hôtel d'agglomération de Rennes Métropole.

### Le siège
L'hôtel d'agglomération réalisé par Patrick Berger et Jacques Anziutti architectes a été inauguré le 14 septembre 2007. Il se situe dans les quartiers sud de Rennes, à l'angle du boulevard Clemenceau, de l'avenue Henri-Fréville et du boulevard de l'Yser.
Depuis le 1er septembre 2007, la nouvelle adresse de la Communauté d'agglomération Rennes Métropole est au 4 avenue Henri-Fréville.
Il remplace les anciens locaux du boulevard Laënnec.

### Les élus
Le conseil métropolitain se compose de 112 conseillers, représentant chacune des communes membres et élus pour une durée de six ans.
Ils sont répartis comme suit :
|                                                                                       | 49               | Rennes |
|                                                                                       | 4                | Bruz, Cesson-Sévigné |
|                                                                                       | 2                | Acigné, Betton, Chantepie, Chartres-de-Bretagne, Gévezé, Laillé, Mordelles, Noyal-Châtillon-sur-Seiche, Pacé, Le Rheu, Saint-Grégoire, Saint-Jacques-de-la-Lande, Thorigné-Fouillard, Vern-sur-Seiche, Vezin-le-Coquet |
|                                                                                       | 1 (+1 suppléant) | les 25 autres communes |
| Répartition des sièges de conseillers métropolitains par commune de Rennes métropole. |                  | |

### Présidence

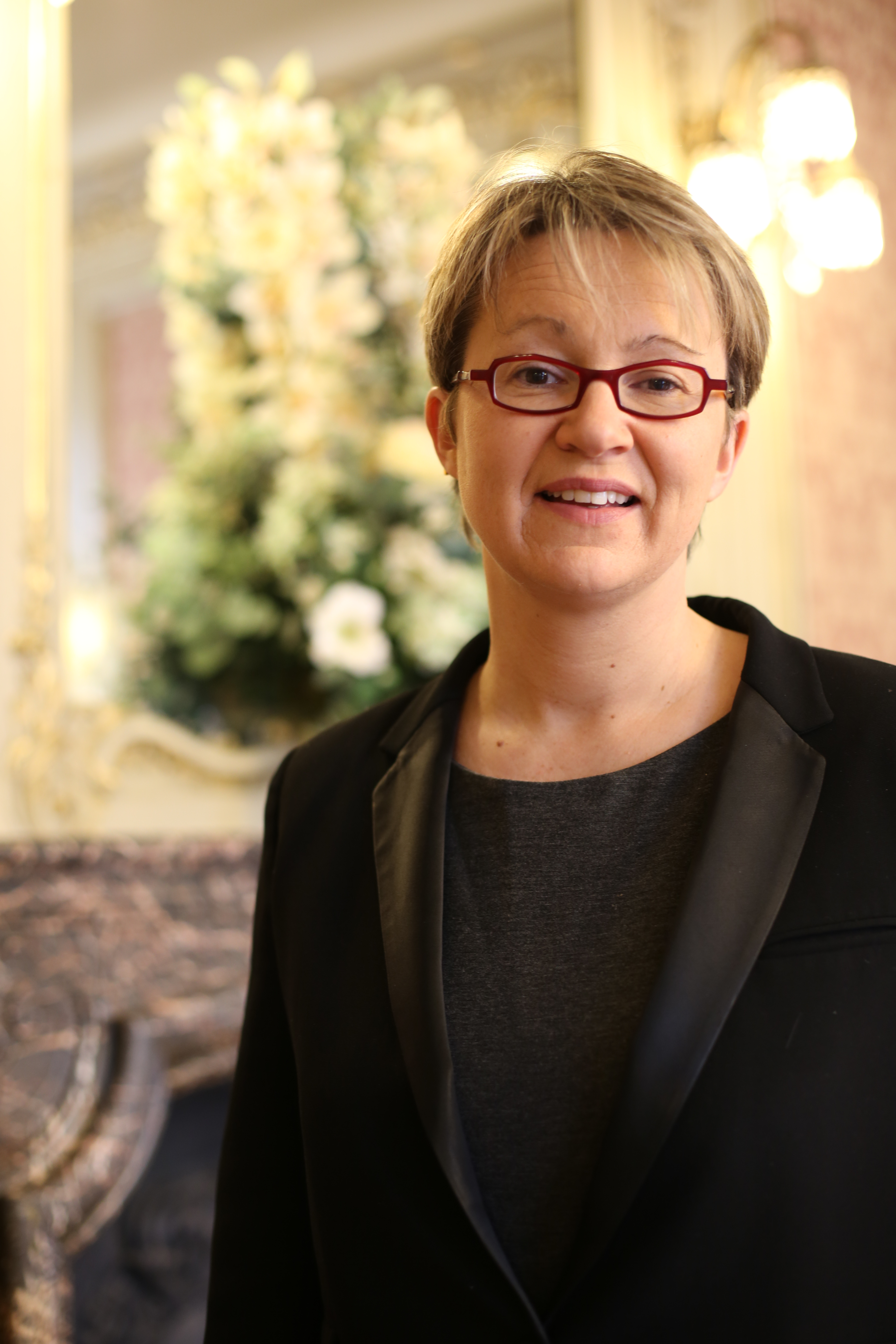
Nathalie Appéré, présidente de Rennes Métropole élue en juillet 2020.

| Période                    | Période  | Identité            | Étiquette | Qualité                                        |
| -------------------------- | -------- | ------------------- | --------- | ---------------------------------------------- |
| District urbain            |          |                     |           |                                                |
| 1970                       | 1977     | Henri Fréville      | UCDP      | Maire de Rennes (1953-1977)                    |
| 1977                       | 1989     | Michel Phlipponneau | PS        | 1er adjoint au maire de Rennes (1977-1989)     |
| 1989                       | 2000     | Edmond Hervé        | PS        | Maire de Rennes (1977-2008)                    |
| Communauté d'agglomération |          |                     |           |                                                |
| 2000                       | 2008     | Edmond Hervé        | PS        | Maire de Rennes (1977-2008)                    |
| 2008                       | 2014     | Daniel Delaveau     | PS        | Maire de Rennes (2008-2014)                    |
| 2014                       | 2014     | Emmanuel Couet      | PS        | Maire de Saint-Jacques-de-la-Lande (2007-2020) |
| Métropole                  |          |                     |           |                                                |
| 2015                       | 2020     | Emmanuel Couet      | PS        | Maire de Saint-Jacques-de-la-Lande (2007-2020) |
| 2020                       | En cours | Nathalie Appéré     | PS        | Maire de Rennes (depuis 2014)                  |

### Le Bureau
Il comprend 35 membres, dont la présidente, 20 vice-présidents, cinq conseillers délégués et neuf conseillers.

### Les compétences

Les Champs libres, équipement culturel métropolitain.

Depuis 2015, dans le cadre de la loi MAPTAM, les plus importantes communautés d'agglomération (comme Rennes Métropole) ou communautés urbaines ont été transformées en métropole ce qui leur permet d'obtenir de nouvelles compétences définies à l’article L. 5217-2 du code général des collectivités territoriales.
Rennes Métropole prend ainsi de nouvelles compétences auparavant dédiées aux communes, au département, à la région et à l’État.
- équipements culturels (Les Champs libres — avec la bibliothèque de Rennes Métropole — et le musée de Bretagne) et sportifs ;
- voiries et parcs de stationnement d’intérêt communautaire ;
- collecte des déchets ménagers, collecte sélective et gestion des déchèteries (traitement et élimination des déchets) ;
- établissement et exploitation d’infrastructures et de réseaux de communication électroniques d’intérêt communautaire ;
- transports collectifs (schémas directeurs des transports et gestion du métro et du réseau de bus STAR) ;
- accueil des gens du voyage ;
- urbanisme et aménagement (programme local d’habitat).

Les compétences partagées :
- développement économique.

### Régime fiscal et budget

#### Endettement
Endettement de la communauté 2007-2014
| Sources des données : Ministère des finances |

#### Charges de personnel
Charges de personnel de 2007-2014
|                                            | 2007   | 2008   | 2009   | 2010   | 2011   | 2012   | 2013   | 2014   |
| Charges de personnel en milliers d'euros   | 19 609 | 20 545 | 21 512 | 32 240 | 46 204 | 49 553 | 50 054 | 51 084 |
| Charges de personnel par habitant en euros | 50     | 51     | 54     | 81     | 115    | 122    | 121    | 120    |
| ------------------------------------------ | ------ | ------ | ------ | ------ | ------ | ------ | ------ | ------ |

## Réalisations et projets

### Les transports en commun, le métro

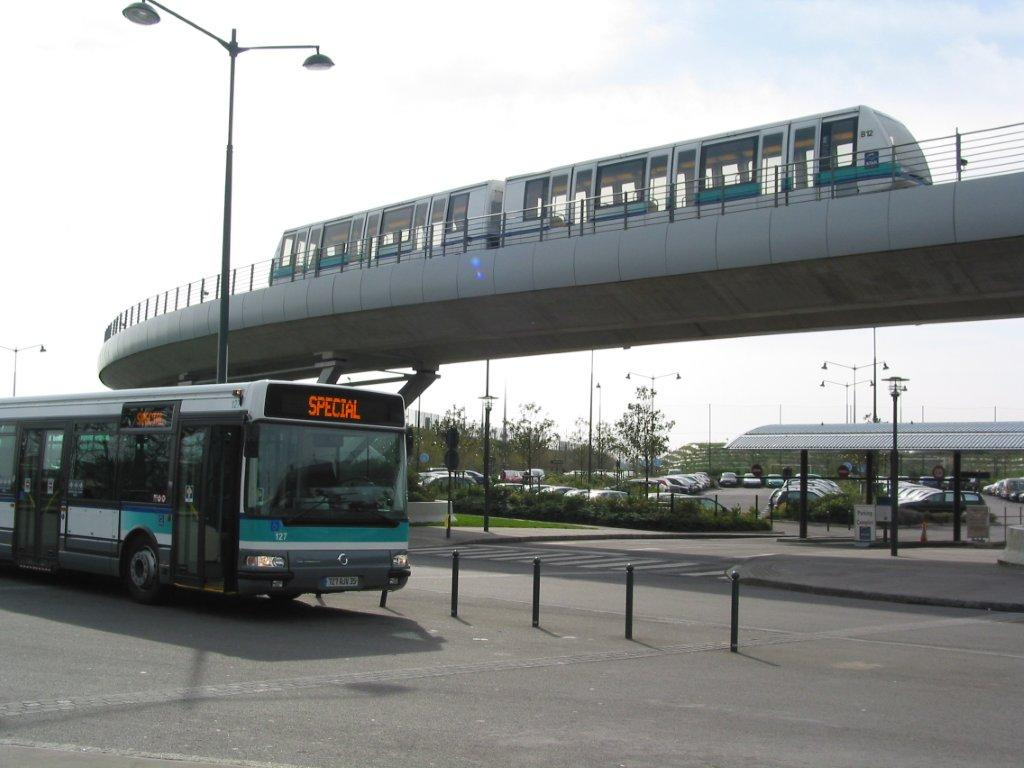
Bus et métro station Poterie.

Dans les années 1970, la commission Transport du District met en avant qu'il devient nécessaire d'harmoniser les transports au sein de l'agglomération : ainsi naît le Syndicat intercommunal des transports collectifs de l'agglomération rennaise (SITCAR) en septembre 1980, composé d'élus représentant les communes membres et présidé par Jean Normand durant toute son existence. L'existence du SITCAR compense l'échec du district à prendre la compétence transport, par peur de la perte d'autonomie des communes,.
Dès 1981, il unifie la tarification et agrandit considérablement le réseau tandis que le SITCAR s'agrandit d'une ou plusieurs communes quasiment chaque année, passant de 5 à 25 communes en 1991,. Toutefois, ce fonctionnement fait que trois communes du District ne sont pas desservies car n'étant pas membre du SITCAR (Brécé, L'Hermitage et Noyal-sur-Vilaine) : ainsi, le District décide de reprendre la compétence au SITCAR qui disparaît le 1er janvier 1992.
En 2001, Rennes Métropole se dote d‘un Plan de déplacements urbains (PDU), comme l’exige la Loi d’orientation des transports intérieurs. Ce PDU définit globalement l’organisation des transports, de la circulation et du stationnement dans l’agglomération, jusqu’en 2010.
L’enjeu pour l’agglomération rennaise est de répondre aux besoins futurs de déplacements. D’ici 2010, 40 000 nouveaux habitants sont attendus dans la seule agglomération, ce qui occasionnera 150 000 déplacements supplémentaires… La moitié de ces déplacements se font dans Rennes. Pour d’éviter l’asphyxie des voies de communication de la ville centre (et des voies respiratoires), il faut contenir la part des déplacements en voiture et favoriser la fréquentation des transports en commun.
Les déplacements à l’échelle du pays – en plein développement démographique – devront être pris en compte également. La coordination des réseaux de transports (STAR, trains TER et cars départementaux), déjà engagée avec la « carte Unipass » doit être poursuivie pour améliorer le passage de l’un à l’autre (la multimodalité).
Depuis mars 2002, le nouveau réseau STAR s’articule autour de la ligne « a » du métro sur l'axe Nord-Ouest/Sud-Est (circulant en totalité en site propre) et de l’axe urbain Est/Ouest (dont une large partie a été réservée au trafic de transport en commun pour offrir une fluidité importante, même en période de pointe) ; en effet, l'ensemble des autres lignes urbaines et périurbaines ainsi que le plan général de circulation a été réaménagé y compris dans les aires de stationnement près des stations de métro des quartiers périphériques. Le succès du nouveau réseau montre l’attente des usagers : les bus et le métro ont transporté, en 2002, 45 millions de voyageurs, contre 31 millions en 2001 avec les seuls bus.
Les prévisions démographiques du Pays de Rennes, montrent que, à long terme, ce réseau ne répondra pas seul à tous les besoins de transports collectifs. Afin de compléter cette offre, une étude est lancée en 2002 qui aboutit au projet de construction de ligne B. Celle-ci est inaugurée le 20 septembre 2022, vingt ans après la ligne A.

### Le nouveau PLH

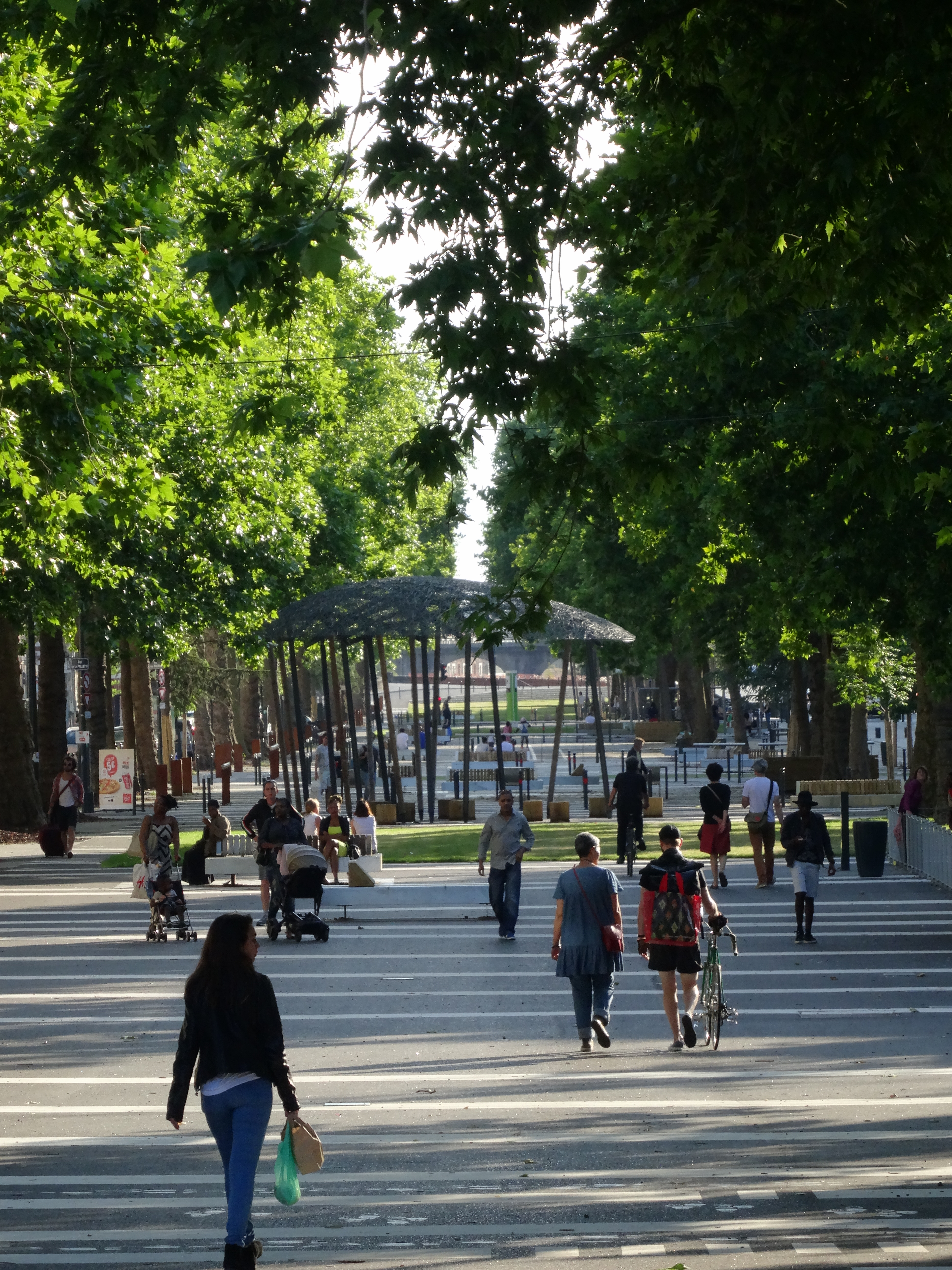
Le mail François Mitterrand, réaménagé en 2015.

Un premier Programme local de l'habitat (PLH) est adopté par l’agglomération en 1995. En fonction des prévisions démographiques, sociologiques et économiques de l’époque, un objectif est alors fixé à 3 000 livraisons de logements par an.
Depuis, la moyenne de livraison s’est établie à 3 130 logements par an, avec un gros effort de Rennes en faveur du logement étudiant (5 000 petits logements livrés en 1995). Le taux de logements sociaux livrés s’est établi autour de 20 %.
Mais depuis 2002, le ralentissement des constructions est net : seuls 2 300 logements ont été livrés annuellement.
L'insuffisance de l'offre de logements alimente donc une forte augmentation du prix des logements, en location comme en accession.
L'Insee annonce des perspectives de croissance de 45 000 habitants nouveaux, qui chercheront à s'installer dans l'agglomération rennaise. Ils sont attirés par le cadre de vie, mais aussi l'activité économique (le taux de chômage de la zone d'emploi est inférieur à la moyenne nationale). Pour répondre à la demande des nouveaux arrivants, mais aussi pour maintenir l'attractivité économique de l'agglomération, il faut construire 4 500 logements par an. Pour cela, chaque commune s'engage dans le cadre du nouveau PLH (2005 à 2012) à produire 6 % du nombre de résidences principales de son territoire, et, dans le cadre du développement durable, afin de réduire la consommation d'espaces naturels, il est prévu des immeubles un peu plus haut, des lotissements un peu plus denses.
Cette nouvelle urbanisation permet en plus de se rapprocher au plus près des services : transports en commun et services de proximité. De nouvelles formes urbaines doivent être privilégiées. Chaque commune s'engage à produire :
- 50 % minimum de logements collectifs ou semi-collectifs (une construction avec un seul étage composée de deux logements avec entrée indépendante et sans copropriété)
- 20 % maximum de lots libres de plus de 350 m2
- 30 % de petits lots (moins de 350 m2).

### L'aménagement de la Courrouze (2006-2020)

Extension de la ville avec le quartier de La Courrouze.

D’une superficie d’environ 140 ha, la zone d'aménagement concerté de la Courrouze est située à l’intérieur de la rocade, sur les communes de Rennes et de Saint-Jacques-de-la-Lande. Cet espace accueillait des installations militaires : le centre de sélection de l’Armée de Terre et des bâtiments industriels du GIAT. Avec la libération de ces terrains militaires, une occasion s’est présentée pour aménager un nouveau quartier et de le reconnecter à la ville. L’occasion aussi pour les habitants de découvrir un site jusque-là assez mystérieux.
Les villes de Rennes et de Saint-Jacques-de-la-Lande ont de longue date envisagé l’aménagement de cet espace. Rennes Métropole a repris le dossier le 1er janvier 2002. Développement durable et mixité sociale autant que des formes urbaines sont les maîtres-mots de ce premier projet d’aménagement urbain communautaire. Le projet se développe sur une dizaine d’années et devrait compter à terme :
- 89 hectares aménagés,
- 40 hectares d'espaces verts,
- 4 700 logements,
- 10 000 habitants.

### L'aménagement de Rive Ouest

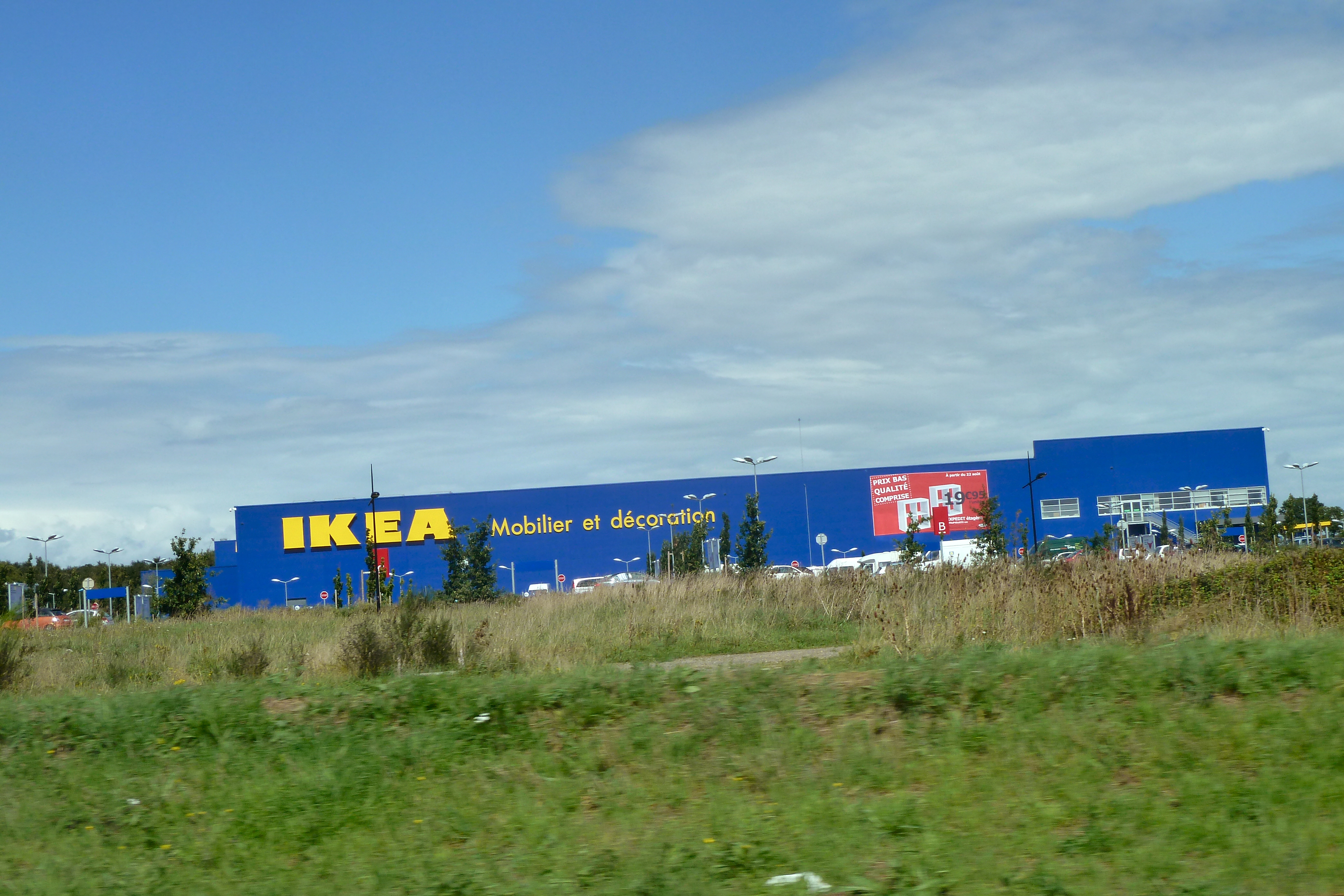
Ikéa dans la zone commerciale Rive Ouest, à Pacé.

Le long de la voie express quatre voies Rennes/Saint-Brieuc (RN 12), dans le prolongement du centre commercial Opéra à Pacé (et sa grande surface Cora), une zone de 70 hectares est destinée à l’activité économique. Ikéa y a ouvert le plus grand magasin de province en 2008.
Ce site, auparavant baptisé les Touches en raison des deux lieux-dits qu’il couvre : La Touche Papail et La Touche Durand a été renommé Rive Ouest.
La zone d’activité a été déclarée d’intérêt communautaire en octobre 2000. Rennes Métropole s’apprête à en démarrer l’agencement, dans le cadre d'une ZAC.

### L’Hôtel d'agglomération de Rennes Métropole
Long de 100 mètres, ce bâtiment conçu par les architectes Patrick Berger et Jacques Anziutti est implanté à l’angle de la rue Henri-Fréville et du boulevard Clemenceau. Il est inauguré en 2007.

### Agenda 21
Confrontée à une forte demande de logements, à la hausse des prix du foncier et aux encombrements automobiles et la pollution qu’ils engendrent, Rennes Métropole interroge son modèle de développement actuel en ces termes : « Comment construire collectivement une agglomération du XXIe siècle profitable à tous ? ».
À l’heure de la révision des schémas directeurs et autres plans de développement, les élus intègrent dans les axes de développement de l’agglomération des principes de « développement durable » de l'agenda 21, dont la ligne directrice serait de « faire de la solidarité avec le futur un principe fondamental de nos actions », selon l’expression de Philippe Tourtelier, ancien vice-président chargé du dossier.

### Crématorium
Depuis 20 ans, la crémation se développe en France. À peine 1 % de la population y avait recours il y a quinze ans. Aujourd’hui, le taux de crémation a dépassé 30 % en France et atteint 17,5 % en Bretagne. Avec cinq crématoriums en Bretagne, dont un seul en Ille-et-Vilaine, l’offre est insuffisante.
Dans le département, il était temps d’apporter une alternative au seul site de Montfort-sur-Meu, en service depuis 1991, prévu à l’origine pour 400 crémations et qui en effectue plus de 1 000 par an, avec quelques difficultés et des temps d’attente douloureux pour les familles.
Après un temps de concertation avec les associations et les communes, un projet architectural a été choisi en janvier 2006. En 2009, le nouveau crématorium  a été mis en service à Vern-sur-Seiche.

## Logotype
| Logotype de Rennes District | Logotype de Rennes District jusqu'en 1999 |

| Logotype de Rennes Métropole | Logotype de Rennes Métropole : « Métropole » (sans accent) et « Rennes » partageant le même R bleu. La devise « Vivre en intelligence » figure en bas à gauche. |

| Logotype de Rennes Métropole (2022-) | Logotype de Rennes Métropole depuis 2022, R de Rennes stylisé, à la droite duquel est écrit en capitales « Rennes » puis en dessous « Métropole ». |